# Rakytník
Rakytník (in ungherese: Rakottyás) è un comune della Slovacchia facente parte del distretto di Rimavská Sobota, nella regione di Banská Bystrica.